# غلوريا بيرد
غلوريا بيرد (بالإنجليزية: Gloria Bird)‏ هي كاتِبة وشاعرة أمريكية، ولدت في 1951 في واشنطن في الولايات المتحدة.